# Aéroport régional de Port Alberni-Alberni Valley
L'aéroport régional de Port Alberni-Alberni Valley est un aéroport situé en Colombie-Britannique, au Canada.